# Kamovci
Kamovci (węg. Kámaháza) – wieś w Słowenii, w gminie Lendava. 1 stycznia 2018 liczyła 109 mieszkańców.